# Джексон, Мэри (актриса)
Мэри Джексон (22 ноября 1910 г. — 10 декабря 2005 г.) была американской характерной актрисой, чья почти пятидесятилетняя карьера началась в 1950 году и почти полностью прошла на телевидении. Она наиболее известна по роли влюблённой Эмили Болдуин в фильме «Уолтоны», изначально была выбрана на роль Элис Хортон в дневной мыльной опере «Дни нашей жизни», сыграв роль в невыпущенном пилотном эпизоде.

## Биография
Джексон родилась в деревне Милфорд, штат Мичиган, 22 ноября 1910 года. В 1932 году она окончила Университет Западного Мичигана со степенью бакалавра. Прежде чем увлечься театром, Джексон год проработала школьной учительницей во время Великой депрессии.
Она вернулась в колледж, поступила на программу изящных искусств Мичиганского государственного университета и впоследствии начала свою исполнительскую карьеру в летнем театре в Чикаго. Её телевизионная карьера началась в Нью-Йорке в 1950-х годах, во время первого Золотого века телевидения, а затем, в 1960-х годах, Джексон начала работать в Голливуде.
Джексон появилась на Бродвее в таких хитах, как «Поцелуй и скажи» и «На восток в Эдеме», была дублёршей Уэнди Хиллер в «Цветущей вишне», сыграв эту роль дважды. Она гастролировала по стране в «Apple of His Eye» с Эдвардом Арнольдом и в «The Heiress» с Бэзилом Рэтбоуном. Джексон была членом чикагской труппы Теннесси Уильямса «Гарден Дистрикт», также гастролировала со спектаклем; была с Ширли Бут в Чикаго в «Настольном наборе» (позже Джексон станет приглашённой звездой в телешоу Бута «Хейзел»). Её многочисленные рабочие места включали весенний фестиваль в Анн-Арборе, театр Bucks County Playhouse, театр Ogunquit, театр Alley в Хьюстоне. В течение летних сезонов 1962 и 1963 годов она выступала в Театре Элитча.
Всегда близкая к своим мичиганским корням, Джексон была членом Исторического общества Милфорда. В 1988 году Джексон сыграла важную роль в сборе денег для восстановления моста кладбища Оук-Гроув через реку Гурон — моста, который соединяет её родной город Милфорд с его старейшими кладбищами.
Джексон умерла от болезни Паркинсона в Лос-Анджелесе, через две с половиной недели после её 95-летия. Актрису пережил остававшийся на протяжении 68 лет её мужем Гриффин Бэнкрофт-младший, за которого она вышла замуж в июле 1937 года.

## Избранная фильмография

### 1950-е
- The Philco Television Playhouse
- Robert Montgomery Presents
- Альфред Хичкок представляет

### 1960-е
- General Electric Theater
- The Barbara Stanwyck Show
- Route 66
- Hazel
- My Three Sons
- Stoney Burke
- Сумеречная зона
- Шоу Энди Гриффита
- За гранью возможного
- Беглец
- Please Don’t Eat the Daisies
- ФБР
- Do Not Go Gentle Into That Good Night
- Insight
- The Second Hundred Years
- The Invaders
- Targets
- Lancer

### 1970-е
- Аэропорт
- Mary Tyler Moore
- The Name of the Game
- Wild Rovers
- Cannon
- The Failing of Raymond
- Return to Peyton Place
- The Trial of the Catonsville Nine
- Уолтоны
- Kid Blue
- Blume in Love
- Barnaby Jones
- Our Time
- The Rookies
- Забавные приключения Дика и Джейн
- Чужая дочь
- The Bionic Woman
- Возвращение домой
- Letters from Frank
- Досье детектива Рокфорда

### 1980-е
- A Small Killing
- Супруги Харт
- A Wedding on Walton’s Mountain
- Quincy The Flight of the Nightingale
- Between Two Brothers
- Some Kind of Hero
- A Day for Thanks on Walton’s Mountain
- Семейные узы
- Частный детектив Магнум
- Hardcastle and McCormick
- The Snow Queen
- Space
- Scarecrow and Mrs. King
- Джефферсоны
- My Town
- Highway to Heaven
- Блюз Хилл-стрит
- Охотник
- Коротышка — большая шишка
- Закон Лос-Анджелеса

### 1990-е
- Parenthood
- Skinned Alive
- Изгоняющий дьявола 3
- Criminal Behavior
- Сила веры
- A Walton Thanksgiving Reunion
- Christy
- A Walton Wedding
- Ozone
- A Family Thing
- A Walton Easter